# Michael Bingham

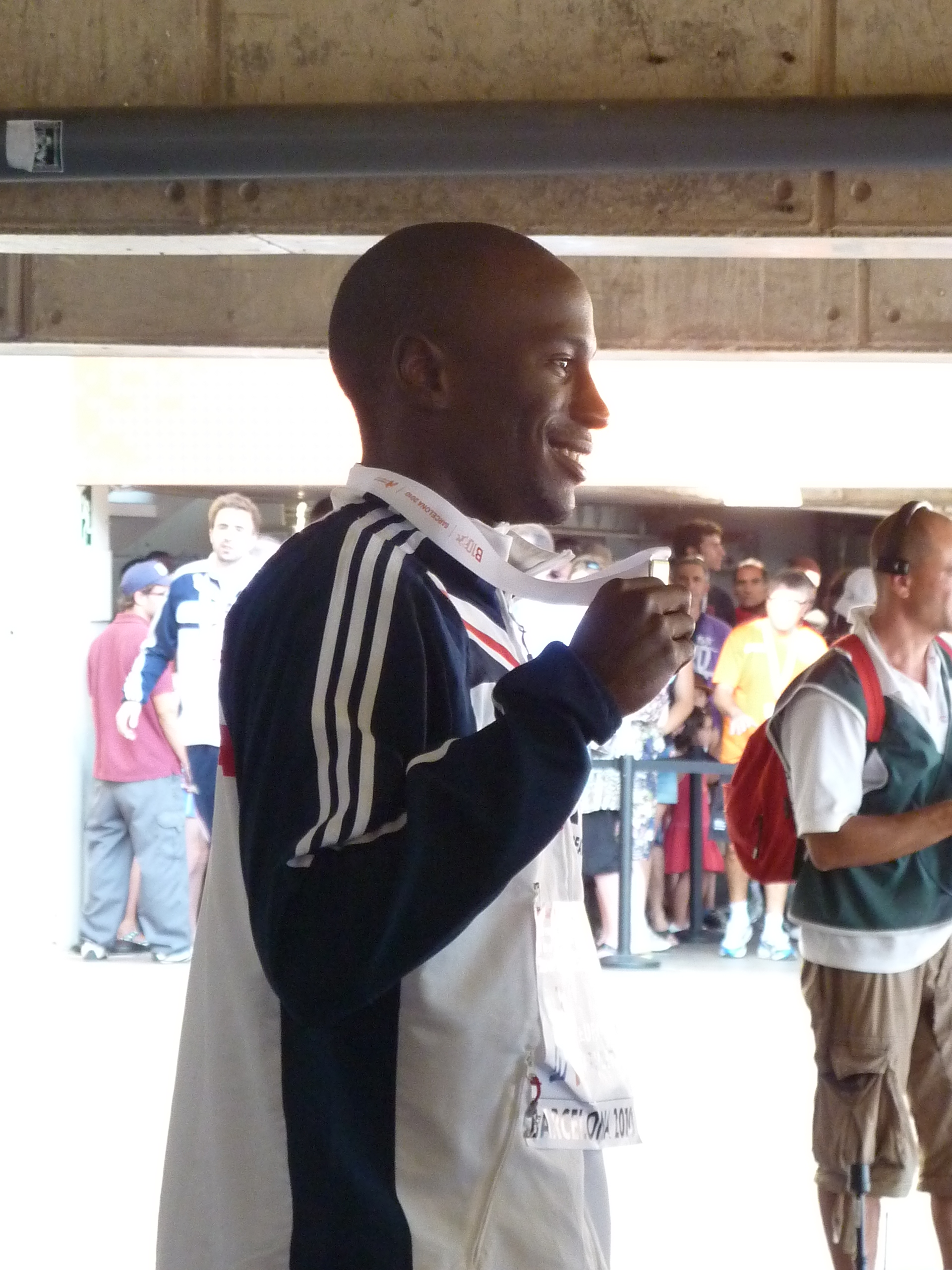
Bingham in Barcelona 2010

Michael Allen Oswald Bingham (* 13. April 1986 in Sylva, North Carolina) ist ein britischer Leichtathlet, der bei den Weltmeisterschaften 2009 mit der 4-mal-400-Meter-Staffel die Silbermedaille gewann.
Bingham wurde in den Vereinigten Staaten geboren und war 2005 US-Jugendmeister im Zehnkampf, wechselte dann aber auf die Sprintstrecken. Der Student der Wake Forest University erreichte 2007 bei den Hochschulmeisterschaften der National Collegiate Athletic Association das Halbfinale im 400-Meter-Lauf. Da Binghams Vater britischer Staatsbürger ist und Michael Bingham daher auch die britische Staatsbürgerschaft besitzt, nominierte ihn der britische Verband für sein Olympiateam. Bei den Olympischen Spielen 2008 liefen Andrew Steele, Robert Tobin, Michael Bingham und Martyn Rooney im Staffelfinale 2:58,81 Minuten und belegten den dritten Platz.
Ein Jahr später startete Bingham bei den Weltmeisterschaften 2009 auch im Einzelwettbewerb. Im Halbfinale steigerte er seine persönliche Bestzeit auf 44,74 Sekunden; im Finale belegte er in 45,56 Sekunden den siebten Platz. Die britische Staffel mit Conrad Williams, Michael Bingham, Robert Tobin und Martyn Rooney belegte den zweiten Platz hinter den US-Läufern, in 3:00,53 Minuten gewann die Staffel Silber vor der australischen Staffel.  
Im März 2013 gewann er bei den Halleneuropameisterschaften 2013 im schwedischen Göteborg die Goldmedaille in der 4-mal-400-Meter-Staffel.
Bei einer Körpergröße von 1,83 Meter beträgt sein Wettkampfgewicht 75 Kilogramm.